# Željko Gavrić
Željko Gavrić (szerbül: Жељко Гаврић; Ugljevik, 2000. december 5. –) bosnyák születésű szerb válogatott labdarúgó, jelenleg az NB I-ben szereplő Győri ETO játékosa.

## Pályafutása

### Klubcsapatokban
2014-ben került a Crvena zvezda akadémiájára. 2018 augusztusában kölcsönbe került a Crvena zvezda fiókcsapatához a Grafičarhoz. 2019. szeptember 29-én mesterhármast szerzett a Dinamo Vranje ellen. 2019. november 13-án 2023 nyaráig meghosszabbította szerződését a Crvena zvezdával.
2021. augusztus 12-én szerződtette a Ferencváros csapata, és ezzel a magyar élvonal legértékesebb játékosa lett. 2022 szeptemberétől kölcsönben a Dunaszerdahely csapatában folytatta a pályafutását. Szeptember 14-én a szlovák kupában a legjobb 32 közé jutásért a Baník Kalinovo elleni mérkőzésen 2 gólt szerzett. 2023. június 15-én bejelentették, hogy a DAC 2026. június 30-ig szóló szerződést kötött vele.

### A válogatottban
Többszörös korosztályos válogatott és részt vett a 2017-es U17-es labdarúgó-Európa-bajnokságon, ahol három mérkőzésen egy gólt szerzett. 2021. június 7-én mutatkozott be a felnőttek között a Jamaica elleni barátságos mérkőzésen az első félidőben volt pályán.

## Statisztika

### Klubcsapatokban
2025. augusztus 17-i állapot szerint.
| Klub                   | Szezon   | Bajnokság | Bajnokság | Kupa  | Kupa  | Nemzetközi | Nemzetközi | Egyéb | Egyéb | Összesen | Összesen |
| Klub                   | Szezon   | Mérk.     | Gólok     | Mérk. | Gólok | Mérk.      | Gólok      | Mérk. | Gólok | Mérk.    | Gólok    |
| ---------------------- | -------- | --------- | --------- | ----- | ----- | ---------- | ---------- | ----- | ----- | -------- | -------- |
| Crvena zvezda          | 2019–20  | 9         | 1         | 2     | 0     | —          | —          | —     | —     | 11       | 1        |
| Crvena zvezda          | 2020–21  | 27        | 8         | 1     | 0     | 3          | 0          | —     | —     | 31       | 8        |
| Crvena zvezda          | 2021–22  | 1         | 0         | —     | —     | 1          | 0          | —     | —     | 2        | 0        |
| Crvena zvezda          | Összesen | 37        | 9         | 3     | 0     | 4          | 0          | —     | —     | 44       | 9        |
| Grafičar (kölcsönben)  | 2018–19  | 24        | 9         | —     | —     | —          | —          | —     | —     | 24       | 9        |
| Grafičar (kölcsönben)  | 2019–20  | 20        | 7         | —     | —     | —          | —          | —     | —     | 20       | 7        |
| Grafičar (kölcsönben)  | Összesen | 44        | 16        | —     | —     | —          | —          | —     | —     | 44       | 16       |
| Ferencváros            | 2021–22  | 10        | 0         | 3     | 1     | 2          | 0          | —     | —     | 15       | 1        |
| Ferencváros            | Összesen | 10        | 0         | 3     | 1     | 2          | 0          | —     | —     | 15       | 1        |
| DAC (kölcsönben)       | 2022–23  | 15        | 2         | 1     | 2     | —          | —          | —     | —     | 16       | 4        |
| DAC                    | 2023–24  | 13        | 3         | 1     | 0     | 2          | 0          | —     | —     | 16       | 3        |
| DAC                    | Összesen | 28        | 5         | 2     | 2     | 2          | 0          | —     | —     | 32       | 7        |
| Győri ETO (kölcsönben) | 2024–25  | 29        | 2         | 3     | 2     | —          | —          | —     | —     | 32       | 4        |
| Győri ETO              | 2025–26  | 3         | 0         | 0     | 0     | 4          | 1          | —     | —     | 7        | 1        |
| Győri ETO              | Összesen | 32        | 2         | 3     | 2     | 4          | 1          | —     | —     | 39       | 5        |
| Összesen               | Összesen | 151       | 32        | 11    | 5     | 12         | 1          | —     | —     | 174      | 38       |

### A válogatottban
| Szerbia  | Szerbia | Szerbia |
| Év       | Mérk.   | Gólok   |
| -------- | ------- | ------- |
| 2021     | 2       | 0       |
| Összesen | 2       | 0       |

### Mérkőzései a szerb válogatottban
| #  | Dátum            | Ellenfél | Eredmény | Kiírás              | Esemény |
| -- | ---------------- | -------- | -------- | ------------------- | ------- |
| 1. | 2021. június 7.  | Jamaica  | 1 – 1    | Barátságos mérkőzés | 46'     |
| 2. | 2021. június 11. | Japán    | 0 – 1    | Barátságos mérkőzés | 58'     |

## Sikerei, díjai
Grafičar
- Szerb harmadosztály: 2018–19

 Crvena zvezda
- Szerb Szuperliga: 2019–20, 2020–21
- Szerb kupa: 2020–21

 Ferencváros
- Magyar bajnok (1): 2021–22[13]
- Magyar kupagyőztes (1): 2022[14]

 DAC
- Szlovák bajnoki ezüstérem (2): 2022–23, 2023–24